# NGC 4166
NGC 4166 est une galaxie lenticulaire située dans la constellation de la Chevelure de Bérénice. NGC 4166 a été découverte par l'astronome allemand Wilhelm Tempel en 1885.

## Caractéristiques
Sa vitesse par rapport au fond diffus cosmologique est de 7 320 ± 23 km/s, ce qui correspond à une distance de Hubble de 108,0 ± 7,6 Mpc (∼352 millions d'al).
Selon la base de données Simbad, NGC 4166 est une galaxie LINER, c'est-à-dire une galaxie dont le noyau présente un spectre d'émission caractérisé par de larges raies d'atomes faiblement ionisés.